# Giuseppe Eusanio
Giuseppe Eusanio (1619 – 23 de abril de 1692) foi um prelado católico romano que serviu como bispo titular de Porphyreon (1672-1692) e bispo titular de Helenópolis na Bitínia (1669-1670).

## Biografia
Giuseppe Eusanio nasceu em Prata d'Ansidonia, na Itália, em 1619 e foi ordenado sacerdote na Ordem de Santo Agostinho. No dia 2 de dezembro de 1669, foi nomeado bispo titular de Helenópolis, na Bitínia, durante o papado de Clemente IX. A 4 de maio de 1670, foi consagrado bispo por Giacomo Franzoni, bispo de Camerino, tendo Giambattista Spínola, arcebispo de Génova, e Francesco Maria Febei, arcebispo titular de Tarso servindo como co-consagradores. No dia 2 de maio de 1672, foi nomeado durante o papado de Clemente X como Bispo Titular de Porphyreon, onde serviu como bispo até à sua morte a 23 de abril de 1692.